# Acantiza pintada
L'acantiza pintada (Acanthiza lineata) és una espècie d'ocell de la família dels acantízids (Acanthizidae) que habita boscos del sud-est de Queensland, est de Nova Gal·les del Sud, sud-est de Victòria i sud-est d'Austràlia Meridional.